# Listă de forme de relief pe Enceldus
Aceasta este o listă de forme de relief numite pe Enceladus. Formele de relief de pe Enceladus sunt numite după oameni și locuri din traducerea lui Burton a Cărții celor o mie de nopți și a unei nopți, cunoscută și sub numele de Poveștile nopților arabe.

## Planitiae
Câmpiile enceladeene se numesc planitiae. Ele sunt numite după locații ale evenimentelor din Nopți Arabe.
| Planitia          | Numită după |
| ----------------- | ----------- |
| Diyar Planitia    | Diyar       |
| Sarandib Planitia | Serendib    |

## Dorsa
Culmile enceladeene se numesc dorsa. Ele sunt numite după locații ale evenimentelor din Nopți Arabe.
| Dorsum       | Numit după |
| ------------ | ---------- |
| Cufa Dorsa   | Cufa       |
| Ebony Dorsum | Ebony      |

## Sulci
Sulcus sunt canale lungi, paralele. Sulci enceladeeni sunt numiți după locații ale evenimentelor din Nopți Arabe.
| Sulcus            | Numit după                    |
| ----------------- | ----------------------------- |
| Alexandria Sulcus | Alexandria, Egipt             |
| Al-Medinah Sulci  | Medina, Arabia Saudită        |
| Al-Yaman Sulci    | Yemen                         |
| Andalús Sulci     | Al-Andalus                    |
| Bagdad Sulcus     | Bagdad, Irak                  |
| Bulak Sulcus      | Boulaq, Egipt                 |
| Cairo Sulcus      | Cairo, Egipt                  |
| Camfor Sulcus     | Camfor                        |
| Cashmere Sulci    | Kashmir                       |
| Damasc Sulcus     | Damasc, Siria                 |
| Hamah Sulci       | Hama, Siria                   |
| Harran Sulci      | Harran, Turcia                |
| Labtayt Sulci     | Labtayt, posibil Leptis Magna |
| Láhej Sulci       | Lahij, Yemen                  |
| Makran Sulci      | Makran, Pakistan              |
| Domnul Sulci      | Egipt                         |
| Mosul Sulci       | Mosul, Irak                   |
| Samarkand Sulci   | Samarkand, Uzbekistan         |
| Shiraz Sulcus     | Shiraz, Iran                  |
| Sind Sulci        | Sindh, Pakistan               |

## Fossae
Fossaele sunt șanțuri. Fosele enceladeene sunt numite după locații ale evenimentelor din Nopți Arabe.
| Fossa             | Numită după     |
| ----------------- | --------------- |
| Anbar Fossae      | Anbar, Irak     |
| Bassorah Fossa    | Basra, Irak     |
| Bishangarh Fossae | Bishangarh      |
| Daryabar Fossa    | Daryabar        |
| Isbanir Fossa     | Isbanir         |
| Kaukabán Fossae   | Kaukaban, Yemen |
| Khorasan Fossa    | Khorasan        |

## Rupes
Pe Enceladus, escarpele se numesc Rupes⁠(d).
| Rupes         | Numit după                          |
| ------------- | ----------------------------------- |
| Samaria Rupes | Samaria, din Khudadad și frații săi |

## Cratere
Craterele enceladeene sunt numite după personaje din Nopți Arabe.
| Crater     | Numit după                                                                                              |
| ---------- | --- |
| Ahmad      | Ahmad                                                                                                   |
| Ajib       | Fratele lui Gharib în „Istoria lui Gharib și fratele său Ajib”.                                         |
| Al-Bakbuk  | Al-Bakbuk                                                                                               |
| Al-Fakik   | Al-Fakik                                                                                                |
| Al-Haddar  | Al-Haddar                                                                                               |
| Al-Kuz     | Al-Kuz                                                                                                  |
| Al-Mustazi | Al-Mustazi                                                                                              |
| Aladdin    | Aladdin                                                                                                 |
| Ali Baba   | Ali Baba                                                                                                |
| Ayyub      | Ayyub                                                                                                   |
| Aziz       | Aziz |
| Bahman     | Cel mai mare prinț din „Cele două surori care și-au invidiat cadetul”                                   |
| Behram     | Bahram                                                                                                  |
| Dalilah    | Dalilah                                                                                                 |
| Duban      | Duban                                                                                                   |
| Dunyazad   | Dunyazad                                                                                                |
| Fitnah     | Fitnah                                                                                                  |
| Ghanim     | Ghanim                                                                                                  |
| Gharib     | Gharib în „Istoria lui Gharib și a fratelui său Ajib”.                                                  |
| Harun      | Harun al-Rashid                                                                                         |
| Hassan     | Hassan                                                                                                  |
| Hisham     | Califul în „Califul Hisham și tineretul arab”                                                           |
| Ishak      | Personaj din „Isaac din Mosul și negustorul”                                                            |
| Jaʽafar    | Jaʻfar ibn Yahya                                                                                        |
| Jansha     | Janshah                                                                                                 |
| Julnar     | Julnar cel născut în mare și fiul ei, regele Badr Basim al Persiei                                      |
| Kamar      | Kamar al-Akmár în „Calul de abanos”                                                                     |
| Kasim      | Fratele lui Ali Baba                                                                                    |
| Khusrau    | Conducător Sassanid ruler Khosrau II                                                                    |
| Maʽaruf    | Erou din „Maʽaruf Cizmarul și soția sa Fatimah”                                                         |
| Marjanah   | Marjanah                                                                                                |
| Masrur     | Eunuc în „Nur al-Din Ali și domnisoara Anis al-Jalis”                                                   |
| Morgiana   | Sclavă în „Ali Baba și cei patruzeci de hoți”                                                           |
| Musa       | Musa |
| Mustafa    | Mustafa în Aladdin                                                                                      |
| Omar       | Omar |
| Otbah      | Otbah and Rayya                                                                                         |
| Parwez     | Al doilea prinț în „Cele două surori care și-au invidiat cadetul”                                       |
| Peri-Banu  | Peri-Banu                                                                                               |
| Perizadah  | Cea mai tânără prințesă din „Cele două surori care și-au invidiat cadetul”                              |
| Rayya      | Otbah and Rayya                                                                                         |
| Sabur      | Regele Persiei în „Calul de abanos”                                                                     |
| Salih      | Salih                                                                                                   |
| Samad      | Samad                                                                                                   |
| Shahrazad  | Shahrazad                                                                                               |
| Shahryar   | Shahryar                                                                                                |
| Shakashik  | Shakashik                                                                                               |
| Sharrkan   | Sharrkan                                                                                                |
| Shirin     | Shirin                                                                                                  |
| Sindbad    | Sindbad                                                                                                 |
| Yunan      | Regele orașului persan în „Povestea vizirului și a înțeleptului Duban”                                  |
| Zaynab     | Fiica lui Dalilah în „Necazurile lui Dalilah cea vicleană și a fiicei ei Zaynab prinzătoarea de iepuri” |
| Zumurrud   | Zumurrud                                                                                                |